# Ospizio del Sempione
L'ospizio del Sempione è noto internazionalmente come Simplon Hospiz, Simplon Hospice, Hospice du Simplon e si trova in territorio elvetico. Si tratta in effetti però di due ospizi.

## Storia

Ospizio, 1914-1918

Il Vecchio Ospizio (a quota 1866 m), noto anche come Alter Spittel e risalente al 1235 ad opera dei gerosolimitani (Ordine ospedaliero di San Giovanni di Gerusalemme) e voluto dal vescovo di Sion (che aveva fatto erigere una cappella dedicata a San Giacomo dei pellegrini e che fungeva anche da ospizio per i viandanti). Nel 1252 l'ospizio è definito "hospitalis Sancti Jacobi de Semplun"; alla dedicazione a San Giacomo talvolta nei documenti si aggiunge quella a San Giovanni ("hospitali Sancti Joannis super montem de Collibus"); in un documento del 1292 l'ospizio del Sempione è chiamato "hospitalis de Halsen", dal nome dell'alpe Hassen, a ridosso del valico, sul versante meridionale, dove l'"hospitalis" era eretto. Fu ricostruito nel 1666 per volere del barone Kaspar Jodok von Stockalper (che risiedeva a Briga). Ai piani inferiori i viaggiatori trovavano rifugio e cure gratuite. Ai piani superiori il barone e la sua famiglia risiedevano nella stagione estiva. L'ultimo piano ospitava una piccola cappella. Il lungo edificio accanto ad esso, posto più in basso sul pianoro, era utilizzato come deposito ed era destinato ad ospitare merci e cavalli in transito attraverso il passo.
Il Nuovo Ospizio (a quota 1998 m e distante 2.0 km dal Vecchio Ospizio), voluto da Napoleone fin dal 1801, vide la posa della prima pietra nel 1813 ad opera del prefetto del dipartimento del Sempione. Fu ultimato dalla Congregazione dei canonici del Gran San Bernardo (che lo gestiscono tutt'oggi) e inaugurato nel 1831. Lo scopo era di rendere disponibile uno spazio maggiore per ospitare i numerosi lavoratori migranti, arrivando ad ospitare fino a trecento persone. È retto da un priore.
Inoltre, originariamente, esistevano lungo il cammino per giungere al passo del Sempione anche "ospitali" per pellegrini, monaci ed ecclesiasti costruiti fra il 1230 ed il 1425. Fra questi la torre Meier a Simplondorf.

## La struttura
L'ospizio attualmente in funzione (il Nuovo Ospizio) è posto a 1998 m s.l.m. ed è un edificio lungo 65 m, largo 20 m e alto 30 m.

Negli anni novanta è stato oggetto di un radicale restauro per adeguarlo alle nuove necessità e legislazioni in materia di accoglienza. La manutenzione è di competenza dei canonici del Gran San Bernardo.

## Caratteristiche e informazioni
È situato sul colle del Sempione (che divide simbolicamente le Alpi Pennine da quelle Lepontine), al termine della val Divedro, già in territorio svizzero. Attualmente si trova lungo la via del Sempione: la Stockalperweg (una mulattiera voluta intorno al 1630 dal barone Stockalper) e la strada del Sempione voluta da Napoleone per scopi militari tramite decreto del 1800 (per potervi far transitare agevolmente i cannoni).

## Accessi
A est, dal paesino di Gondo (Svizzera), e a ovest, da Rothwald (Svizzera), l'ospizio del Sempione è raggiungibile da entrambe le località in pochi minuti di autovettura per strada carrozzabile e, per sentieri, in un paio d'ore a piedi.

## Ascensioni
- Monte Leone - 3.552 m s.l.m.
- Breithorn - 3.438 m s.l.m.
- Punta Terrarossa - 3.245 m s.l.m.
- Punta del Rebbio - 3.195 m s.l.m.
- Hübschhorn - 3.192 m s.l.m.
- Mottiscia - 3.181 m s.l.m.
- Punta d'Aurona - 2.985 m s.l.m.

## Traversate
- Alpe Veglia
- Bocchetta d'Aurona - mette in comunicazione con l'Alpe Veglia.
- Bognanco - attraverso l'antica mulattiera Stockalperweg che unisce Briga a Domodossola.

## Curiosità
Gratien Volluz, priore dell'ospizio dal 1959 al 1966, prete e guida alpina al contempo (morì infatti nelle Gole di Gondo nel 1966), diede all'ospizio un indirizzo spirituale nuovo. Considerando la montagna come un luogo privilegiato per scoprire Dio e dialogare con lui e i fratelli, adattò la spiritualità della montagna all'uomo contemporaneo, organizzando pellegrinaggi alpini, ritiri spirituali, settimane di riflessione e di preghiera destinate ai giovani, ecc. 
(Gratien Volluz, priore e guida alpina)